# ゲーデル解
ゲーデル解（ゲーデルかい、Gödel solution）は、一般相対性理論のアインシュタイン方程式の厳密解の一つ。クルト・ゲーデルが1949年に発表した。この解は、宇宙項の大きさをダスト粒子の密度によって再定義するなど多分に人工的なものであるが、解としてはさまざまな奇妙な振る舞いをするため、アインシュタイン方程式そのものに内在する困難さを代表するものとして、よく登場する。
ゲーデル解は物質分布を規定するエネルギー・運動量テンソルを、回転する一様なダスト粒子として仮定し、ゼロでない宇宙項を仮定したアインシュタイン方程式のもとで得られる。また、この解には時空特異点は存在しない。
時空がどこかを中心として自転している場合に相当するので、中心からはるかに離れ、回転速度が相対的に光速を越える場所では時間的閉曲線が生じることになり、宇宙の歴史が周期的に繰り返される（過去と未来の区別が局所的にしか成立しない）と解釈することも可能である。したがって、時間旅行が理論的に可能になる。

## 計量
ゲーデルの解は、次の計量 (metric) で表される。
{\displaystyle ds^{2}={\frac {1}{2\omega ^{2}}}\,\left(-\left(dt+e^{x}\,dz\right)^{2}+dx^{2}+dy^{2}+{\frac {1}{2}}e^{2x}\,dz^{2}\right),\quad -\infty <t,x,y,z<\infty }
ここでωは、ゼロではない実の定数で、角速度を表す。

## 概要

### 時間的閉曲線
時空の均質性と時系列の測地線の相互のねじれのため、ゲーデル解の時空は時間的閉曲線（CTC）を持っている。アインシュタイン方程式の証明によって人々が直感的に理解する時間と異なることの証明に成功こそがこのモデルの重要な点だとゲーデルはみなした。哲学では時は過ぎ去り、未来も過去はもはや存在しないという立場をプレゼンティズム(presentism)と呼んでいるのに対し、ゲーデルは哲学的な永遠のようなものを主張していた。彼は不完全性定理は直観的な数学的概念を形式的な数学的システムの証明では完全には記述できないことを示した.。
アインシュタインもゲーデル解を知っており、『Philosopher-Scientist』：で、「時系列自体が閉じている」一連の因果関係のある事象（言い換えれば時間的閉曲線）がある場合、 時系列内の特定の事象が時系列の別の事象よりも「早い」か「遅い」かを定義する物理的方法がないことを示唆している。

## 関連文献
- 内井惣七「ゲーデルの宇宙」『現代思想　臨時増刊 総特集ゲーデル』第35巻第3号、青土社、2007年2月、pp. 186-195、ISBN 978-4-7917-1160-4。
- Stephen W. Hawking; G. F. R. Ellis, P. V. Landshoff, D. R. Nelson, D. W. Sciama, S. Weinberg (March 28, 1975). The Large Scale Structure of Space-Time. Cambridge Monographs on Mathematical Physics. Cambridge University Press. ISBN 0-521-09906-4
- パレ・ユアグロー『時間のない宇宙　ゲーデルとアインシュタイン最後の思索』林一訳、白揚社、2006年7月20日。ISBN 4-8269-0128-3。 - 原書名：A world without time